# ОШ „Васа Пелагић” Падеж
ОШ „Васа Пелагић” Падеж је једна од неколико основних школа у Граду Крушевцу. Налази се у месту Падеж, Крушевац. Падеж се налази на регионалном путу Крушевац - Крагујевац и удаљен је 10-ак километара од Крушевца. Тачне координате школе су 43°40'07.0"N 21°16'35.0"E

## Историјат школе[2]
Основна школа „Васа Пелагић” Падеж је основана је 1867. године. Била је четворогодишња школа и звала се Школа у Падежу. Ту су се школовали деца из Падежа, Вратара, Глобара, Крвавице, Шашиловца, Маренова, Парцана, Каменара и Залоговца. Била је четвороразредна школа све до 1949. године, када прераста у осморазредну школу. Матична је школа и за околна села Вратаре, Глобаре, Крвавицу и Шашиловaц. Прве четвороразредне школе у овим издвојеним одељењима саграђене су нешто касније. У Крвавици 1906. године, у Шашиловцу и Вратару 1934. године, а у Вратару 1939.године. Садашње име школа носи од 1960. године.
Године 1970. на истом месту подигнута је нова школска зграда. Дограђена је тек 2003. година, те је добила просторије за стручну и административну службу, санитарне просторије и централно грејање. Школа 15. мај прославља као Дан школе.

## Школа данас[2]
Данас матична школа у Падежу има на располагању три школске зграде, 9 опремљених учионица-кабинета. Ту је и дигитална учионица са 15 рачунара; школска библиотека солидно снабдевена књижним фондом и за ученике и за наставнике. Подручна одељења такође имају рачунар и лаптоп. Постоји и фискултурна сала.. Унутар школских објеката предузете су све неопходне безбедоносне мере, школско игралиште је осветљено у вечерњим сатима и уграђен је видео-надзор. У склопу школе налази се и просторија за предшколску групу.
Страни језици који се изучавају у школи су енглески и француски.

### Подручна одељења[2]
ОШ “Васа Пелагић“ има и четири подручна одељења: Вратаре, Глобаре, Крвавицу и Шашиловац. Школске зграде у тим селима грађене су, углавном, 30-их година 20. века. Касније су реновиране, а најмлађа је нова школа у Глобару.